# Kurima-jima
Kurima-jima oder auch Kurema-jima (japanisch 来間島) ist eine Insel der Miyako-Inselgruppe in der Präfektur Okinawa und liegt 1,5 km südwestlich von Miyako-jima.

## Geografie
Kurima-jima hat eine Fläche von 2,84 km². Die Ostküste der Insel ist von Steilklippen geprägt deren höchster Punkt 47,3 m und dann nach Osten sanft abfällt.
Auf der Insel leben etwas weniger als 200 Einwohner. Die Einwohnerzahl ist wie auf vielen kleineren Inseln stark abnehmend. Sie ist über eine 1690 m lange Brücke mit der Hauptinsel Miyako-jima verbunden (Zum Vergleich: Die Rainbow Bridge in Tokio ist 570 m lang).
Administrativ bildet die Insel den Unterortsteil (aza) Kurima des Ortsteils Shimoji der Gemeinde Miyakojima.
Auf der Insel wird Zuckerrohr angebaut und Viehwirtschaft betrieben.
Es gibt eine Grund- und eine Mittelschule, die auch als Kindergarten fungiert und zum 23. Oktober 2009 von einem Kindergartenkind und je 6 Grund- und Mittelschülern besucht wurde und von ebenso viel (13) Personal betrieben wird.

## Siehe auch

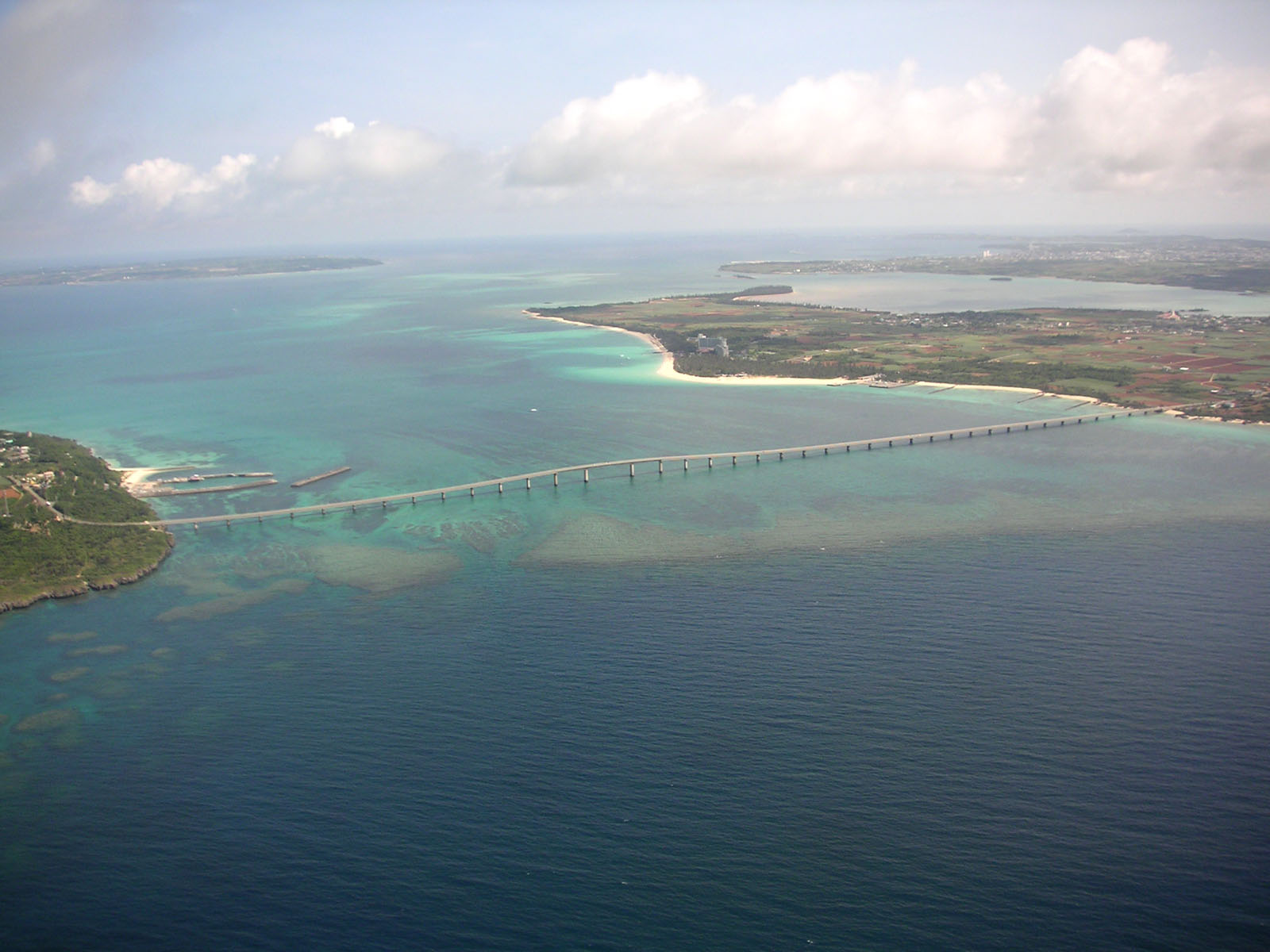
Kurima-jima-Brücke (Links Kurimajima, rechts Miyakojima)